# 9 augusti
9 augusti är den 221:a dagen på året i den gregorianska kalendern (222:a under skottår). Det återstår 144 dagar av året.

## Återkommande bemärkelsedagar

### Nationaldagar
- Singapores nationaldag (till minne av självständigheten från Malaysia 1965)

## Namnsdagar

### I den svenska almanackan
- Nuvarande – Roland
- Föregående i bokstavsordning
  - Roine – Namnet infördes 1986 på 13 juni. 1993 flyttades det till dagens datum och utgick 2001.
  - Roland – Namnet förekom på dagens datum under 1600-talet, men utgick sedan. 1901 återinfördes det på dagens datum och har funnits där sedan dess.
  - Romanus – Namnet fanns, till minne av en romersk martyr på 200-talet, på dagens datum före 1901, då det utgick.
  - Ronald – Namnet infördes 1986 på dagens datum, men flyttades 1993 till 6 juli och 2001 till 16 maj.
  - Ronny – Namnet har gått exakt samma väg som Ronald, genom att införas på dagens datum 1986, 1993 flyttas till 6 juli och 2001 till 16 maj.
- Föregående i kronologisk ordning
  - Före 1901 – Romanus och Roland
  - 1901–1985 – Roland
  - 1986–1992 – Roland, Ronald och Ronny
  - 1993–2000 – Roland och Roine
  - Från 2001 – Roland
- Källor
  - Brylla, Eva (red.): Namnlängdsboken, Norstedts ordbok, Stockholm, 2000. ISBN 91-7227-204-X
  - af Klintberg, Bengt: Namnen i almanackan, Norstedts ordbok, Stockholm, 2001. ISBN 91-7227-292-9

### Finlandssvenska almanackan
- Nuvarande från 2020[1] – Natalie, Nadja, Eira
- I föregående revideringar[a][2]
  - 1929–1949 – Natalia
  - 1950–1972 – Gunlög
  - 1973–1999 – Eira
  - 2000–2014 – Eira, Natalie
  - 2015–2019 – Eira, Natalie, Nadja

## Händelser
- 48 f.Kr. – Julius Caesars styrkor besegrar Pompejus armé i slaget vid Farsalos i Grekland, trots att Caesars styrkor är numerärt underlägsna (omkring 30 000 man mot Pompejus uppemot 60 000). Caesar förlorar omkring 1 200 man, medan Pompejus förluster uppgår till mellan 6 000 och 15 000. Detta blir en avgörande drabbning under det pågående romerska inbördeskriget, då de båda sidorna äntligen möts på slagfältet efter flera månader av osäkert undvikande av varandra. Efter nederlaget flyr Pompejus till Egypten, där han blir mördad en och en halv månad senare (28 september). Segern ger Caesar möjligheten att gå mot Rom, för att i förlängningen kunna avskaffa den romerska republiken.
- 378 – En kombinerad västgotisk och alansk armé på mellan 12 000 och 20 000 man besegrar en romersk här på mellan 15 000 och 30 000 man i slaget vid Adrianopel i nuvarande Edirne i Turkiet. Det blir en avgörande gotisk seger under det pågående gotiska kriget, där den östromerske kejsaren Valens stupar. Även om goterna misslyckas med den efterföljande belägringen av Adrianopel ses deras seger i detta slag som inledningen på det västromerska rikets fall under 400-talet.
- 1157 – Den danske kungen Knut V blir mördad av sin rival Sven Grate. Knut har varit kung på norra Jylland sedan 1146 och nominellt kung av Danmark sedan 1154. Sven har varit hans rival sedan 1147, då han valdes till kung av Själland och tidvis har han jagat Knut ur landet. 1154 har Knut istället lyckats förjaga Sven med stöd av Valdemar Knutsson (son till den 1131 mördade hertigen Knut Lavard). Tidigare under sommaren 1157 har man kommit till en förlikning, där Sven har blivit kung över Östdanmark (Skånelandskapen Skåne och Halland, men inte Blekinge, som vid denna tid ännu inte ingår i Danmark), Valdemar över Jylland och Knut över de mellanliggande öarna. Denna dag har Sven bjudit in de båda andra till gille i Roskilde, där han lyckas mörda Knut, medan Valdemar kommer undan. Sven stupar sedan i strid med Valdemar i slaget på Grate hed den 23 oktober samma år.
- 1471 – Sedan Paulus II har avlidit den 26 juli väljs Francesco della Rovere till påve och tar namnet Sixtus IV.[3] Under sitt 13-åriga pontifikat (till hans död 1484) gör han sig till ledare för motståndet mot Osmanska riket, men i övrigt utnyttjar han sin maktställning för att utöka sin familjs besittningar och blir den förste påven som inte försöker dölja att han ägnar sig åt nepotism inom politiken. 1477 utfärdar han en bulla, som grundar Uppsala universitet i Sverige.
- 1587 – Efter den polske kungen Stefan Batorys död i december året före väljs Sigismund Vasa till kung av Polen. Hans far, den svenske kungen Johan III har länge varit tveksam till att låta sonen ställa upp i valet, eftersom Sigismund är svensk tronföljare och ska efterträda Johan vid dennes död. Eftersom Sverige och Polen har motstridiga intressen (bland annat i Baltikum) kan det bli svårt med en personalunion mellan de båda länderna, där de får samma regent. Han har dock gett med sig efter att han och sonen genom Kalmar stadgar har enats om Sveriges självständighet inför den kommande unionen. Sigismunds kandidatur stöds av inflytelserika personer, såsom hans moster Anna Jagellonica, som är änka efter kung Stefan, och hetmanen Jan Zamoyski. Därmed väljs han denna dag (enligt den julianska kalendern, som då tillämpas i Sverige, den 19 augusti enligt den gregorianska, som då används i Polen) till kung av Polen och storfurste av Litauen (Polen och Litauen har varit i union sedan 1300-talet) – han tillträder båda posterna den 18 september. Enligt Kalmar stadgar ska han inte få avträda det svenska Estland till Polen, medan han har lovat göra detta till polackerna för att bli vald till polsk kung. Efter tillträdet vägrar han dock avträda Estland och detta blir en stridsfråga mellan honom och den polska adeln under de följande åren, särskilt sedan han den 17 november 1592 också har blivit svensk kung.
- 1704 – En svensk styrka på 2 300 man under Johan August Meijerfeldt den äldre besegrar en sachsisk på 6 000 man ledd av Johann Matthias von der Schulenburg i slaget vid Posen. Trots den svenska segern tvingas svenskarna, under trycket av den polsk-sachsiske kungen August den starkes frammarsch, dra sig tillbaka till Warszawa. Den svenska huvudarmén under Karl XII kan dock marschera vidare mot Lemberg.
- 1788 – Den svenske generalmajoren Carl Gustaf Armfeldt den yngre samlar en grupp på sex andra officerare i Liikala i östra Finland, där de författar den så kallade Liikalanoten, riktad till den ryska kejsarinnan Katarina den stora. I detta diplomatiska meddelande uttrycker de alla sitt missnöje med det nyligen utbrutna svensk-ryska kriget och att de alla motsätter sig det, eftersom det strider mot Sveriges intressen. Med noten vill officerarna undersöka möjligheten till fred, samtidigt som de förklarar att kriget är olagligt, eftersom det strider mot den svenska regeringsformen. Redan samma dag avreser Johan Anders Jägerhorn från Liikala med noten till den ryska huvudstaden Sankt Petersburg, dit han anländer den 12 augusti, samtidigt som författarna till noten bildar det så kallade Anjalaförbundet.
- 1896 – En total solförmörkelse inträffar över Sverige.
- 1907 – Den Uppsalabaserade idrottsklubben IK Sirius grundas under namnet IK Spurt. I början anordnas förutom idrottsevenemang även underhållning med föredrag, sång och musik, men så småningom blir det en renodlad idrottsklubb. 1991 delas den upp i en fotbolls- och en bandyklubb.
- 1945 – Det amerikanska B29-bombplanet Bockscar fäller klockan 11.00 den andra atombomben över Japan, över staden Nagasaki. Bomben, som har fått namnet Fat Man gör att 60 000–80 000 invånare omkommer och omkring 20 000 skadas direkt i den japanska staden. Fällningen sker tre dagar efter att planet Enola Gay har fällt den första atombomben över Hiroshima. Detta blir de (hittills; 2025) två enda atombomberna som har fällts i krig och även om de leder till att Japan en knapp vecka senare (14 augusti) går med på villkorslös kapitulation i det pågående andra världskriget förblir båda fällningarna kontroversiella.
- 1965 – Östaten Singapore blir självständig från Malaysia.[4] Efter den japanska ockupationen under andra världskriget har britterna återtagit ön, men efter en folkomröstning 1962 har Singapore 1963 anslutits till den malaysiska federationen. Efter en konflikt mellan Singapores delstatsregering och centralregeringen i Kuala Lumpur har Singapore den 7 augusti 1965 blivit utesluten ur federationen och blir denna dag fullständigt självständigt. Den 9 augusti firas sedan dess som Singapores nationaldag.
- 1969 – Några medlemmar av mördaren Charles Mansons ”familj” (som mer liknar en sekt) tar sig in i ett hus på Cielo Drive i Beverly Hills i Los Angeles och mördar den höggravida skådespelerskan Sharon Tate och fyra andra personer i huset. Egentligen är morden ett misstag, eftersom man egentligen är ute efter musikproducenten Terry Melcher, som har bott i huset fram till januari detta år. Tates make, filmregissören Roman Polański, befinner sig för tillfället i Europa och undkommer därför morden. Även om Charles Manson själv inte deltar i morden är han hjärnan bakom den och han döms därför senare till livstids fängelse och avlider i fångenskap 2017.
- 1974 – Den amerikanske presidenten Richard Nixon avgår på grund av den så kallade Watergateaffären. Han har in i det längsta förnekat inblandning i affären, men har till slut blivit överbevisad och väljer därför att lämna presidentposten i förtid, snarare än att utsätta sig för en rättegång. Han lämnar Vita husets gräsmatta i en helikopter och blir därmed den ende amerikanske presidenten som har avgått i förtid utan att avlida i ämbetet. Vicepresident Gerald Ford svärs samma dag in som USA:s nye president och då han inte blir omvald i valet 1976 blir han den ende amerikanske presidenten under 1900-talet, som har tillträtt ämbetet utan att bli vald.
- 1982 – Abu Nidal-organisationen (som har brutit sig ur det palestinska partiet Fatah) genomför en terrorattack mot en judisk restaurang i Frankrikes huvudstad Paris. Två gärningsmän slänger in en granat i matsalen på restaurangen, varpå de rusar in och skjuter med maskingevär. Sex personer dödas, varav två amerikaner, och 22 personer skadas. Det är dock först 32 år senare som gärningsmännen identifieras och under 2015 yrkar franska myndigheter på att tre män, som misstänks i samband med dådet ska utlämnas från sina hemländer (Norge, Jordanien och Ramallah på Västbanken), men detta har ännu inte skett.
- 1986 – Musikgruppen Queen ger sin sista konsert någonsin med sångaren Freddie Mercury på Knebworth Park i Storbritannien. Mercury lider redan då av komplikationer av sjukdomen aids och avlider 1991.

## Födda
- 1612 – Sven Bröms, svensk teolog, professor i medicin och rektor vid Uppsala universitet, grundare av Ockelboverken
- 1757 – Thomas Telford, brittisk ingenjör
- 1776 – Amadeo Avogadro, italiensk fysiker och kemist
- 1783 – Alexandra Pavlovna, rysk storfurstinna
- 1831 – Axel Krook, svensk publicist, översättare och författare
- 1836 – Alexander del Mar, amerikansk politisk ekonom, historiker och författare
- 1874 – Reynaldo Hahn, venezuelansk-fransk tonsättare
- 1879 – Jeanna Oterdahl, svensk lärare och författare
- 1886
  - Berta Hillberg, svensk skådespelare
  - Arvid Olson, svensk konstnär, animatör och filmpionjär
- 1896
  - Jean Piaget, schweizisk pedagog och kunskapsteoretisk pionjär
  - Léonide Massine, rysk koreograf och balettdansör
- 1904 – Hasso von Boehmer, tysk överstelöjtnant
- 1906 – Lilly Berggren, svensk skådespelare
- 1910 – Robert van Gulik, holländsk deckarförfattare, diplomat och doktor i sinologi
- 1911
  - Eddie Futch, amerikansk boxningstränare
  - William A. Fowler, amerikansk fysiker och astronom, mottagare av Nobelpriset i fysik 1983
- 1913 – Herman Talmadge, amerikansk demokratisk politiker, senator för Georgia
- 1914 – Tove Jansson, finlandssvensk författare och konstnär
- 1919 – Freddy Albeck, dansk sångare och skådespelare
- 1921 – J. James Exon, amerikansk demokratisk politiker, guvernör i Nebraska och senator för samma delstat
- 1922 – Gösta Holmström, svensk skådespelare
- 1927
  - Daniel Keyes, amerikansk science fiction-författare
  - Robert Shaw, brittisk skådespelare, författare och dramatiker
- 1931 – Mário Zagallo, brasiliansk fotbollsspelare och -tränare
- 1932 – Tam Dalyell, brittisk labourpolitiker, parlamentsledamot
- 1934 – Tommy Östmar, svensk målare, tecknare, skulptör och illustratör
- 1938
  - Rod Laver, australisk tennisspelare
  - Leonid Kutjma, ukrainsk politiker, Ukrainas premiärminister och president
- 1939 – Romano Prodi, italiensk ekonom, professor och vänsterliberal politiker, Italiens konseljpresident samt europeiska kommissionens ordförande
- 1943 – Roger Jansson, åländsk frisinnad politiker, Ålands lantråd
- 1944
  - Patrick Depailler, fransk racerförare
  - Sam Elliott, amerikansk skådespelare
- 1945 – Arto Tolsa, finländsk fotbollsspelare
- 1951 – Michaele Schreyer, tysk miljöpartistisk politiker, Tysklands EU-kommissionär
- 1952 – Ewa Fröling, svensk skådespelare och regissör
- 1955
  - Maud Olofsson, svensk centerpartistisk politiker, Centerpartiets partiledare och Sveriges näringsminister
  - John E. Sweeney, amerikansk republikansk politiker, kongressledamot
- 1957 – Melanie Griffith, amerikansk skådespelare
- 1958
  - Amanda Bearse, amerikansk skådespelare och regissör
  - Per Herrey, svensk artist och kompositör
- 1963
  - Tarja Filatov, finländsk socialdemokratisk politiker, Finlands arbetsminister
  - Whitney Houston, amerikansk artist, sångare, skådespelare och producent
- 1964 – Måns Ekman, svensk musiker och skådespelare
- 1968
  - Gillian Anderson, amerikansk-brittisk skådespelare
  - Eric Bana, australisk skådespelare
- 1971
  - Jon Toogood, nyzeeländsk skådespelare
  - Davide Rebellin, italiensk tävlingscyklist
- 1973 – Katarina Wennstam, svensk journalist, författare, debattör, moderator och föreläsare
- 1974 – Patrik Eriksson-Ohlsson, svensk fotbollsspelare
- 1976
  - Jessica Capshaw, amerikansk skådespelare
  - Rhona Mitra, brittisk skådespelare
  - Audrey Tautou, fransk skådespelare
- 1977 – Mikaël Silvestre, fransk fotbollsspelare
- 1985 – Anna Kendrick, amerikansk skådespelare och sångare
- 1990 – Bill Skarsgård, svensk skådespelare

## Avlidna
- 1048 – Damasus II, född Poppo av Curagnoni, påve
- 1157 – Knut V, kung av Danmark
- 1250 – Erik Plogpenning, kung av Danmark
- 1420 – Pierre d'Ailly, fransk filosof, teolog och kardinal
- 1516 – Hieronymus Bosch, nederländsk konstnär
- 1827 – John Elliott, amerikansk demokratisk-republikansk politiker, senator för Georgia
- 1877 – Albrecht Elof Ihre, svensk hovkansler och statsråd, invald i Svenska Akademien 1848 men tog aldrig inträde
- 1880 – William Bigler, amerikansk demokratisk politiker, senator för Pennsylvania
- 1896 – Alonzo J. Edgerton, amerikansk republikansk politiker och jurist, senator för Minnesota
- 1898 – Frank A. Briggs, amerikansk republikansk politiker, guvernör i North Dakota
- 1907 – Josef Julius Wecksell, finländsk poet och dramatiker
- 1916 – John Mellen Thurston, amerikansk republikansk politiker, senator för Nebraska
- 1919
  - Ernst Haeckel, tysk zoolog och naturfilosof
  - Ruggiero Leoncavallo, italiensk operakompositör
- 1942 – Edith Stein, tysk filosof, karmelitnunna och katolsk martyr, helgonförklarad 1998 med namnet Teresa Benedicta av Korset
- 1944
  - Alberts Kviesis, lettisk politiker, president 1930-1936
  - Erwin von Witzleben, tysk generalfältmarskalk
- 1962 – Hermann Hesse, tysk-schweizisk författare, mottagare av Nobelpriset i litteratur 1946
- 1969
  - Cecil Powell, brittisk fysiker, mottagare av Nobelpriset i fysik 1950
  - Sharon Tate, amerikansk fotomodell och skådespelare
- 1971 – Otto Wagener, tysk generalmajor
- 1973 – Stina Seelig, svensk skådespelare
- 1975 – Dmitrij Sjostakovitj, rysk-sovjetisk kompositör
- 1980
  - Jacqueline Cochran, amerikansk pilot
  - Elliott Nugent, amerikansk skådespelare, författare och filmregissör
- 1983 – Gunnar Adolfsson, svensk chefredaktör, författare och politiker
- 1985
  - Stig Rybrant, svensk pianist, kapellmästare, musikarrangör och kompositör
  - Fred Åkerström, svensk vissångare
- 1991 – Dag Stålsjö, svensk TV-producent
- 1996 – Frank Whittle, brittisk flygofficer, provflygare och uppfinnare
- 1999 – Helen Rollason, brittisk sportjournalist programledare
- 2002 – Ruud van Feggelen, nederländsk vattenpolospelare och -tränare
- 2003 – Gregory Hines, amerikansk skådespelare, sångare, koreograf och dansare
- 2006
  - Melissa Hayden, kanadensisk balettdansör
  - James Van Allen, amerikansk astrofysiker
- 2008
  - Bernie Mac, amerikansk komiker och skådespelare
  - Mahmoud Darwish, palestinsk poet och prosaförfattare
- 2016 – Gerald Grosvenor, brittisk adelsman, Storbritanniens rikaste man född inom landet vid sin död
- 2020 – Göran Forsmark, svensk skådespelare
- 2022 – Ingemar Erlandsson, fotbollsspelare, deltagare i det lag (Malmö FF) som 1979 mottog Svenska Dagbladets guldmedalj
- 2023 – Robbie Robertson, kanadensisk gitarrist, låtskrivare och sångare i The Band[5]